# (400239) 2007 HA85
(400239) 2007 HA85 es un asteroide perteneciente al cinturón de asteroides, descubierto el 16 de marzo de 2007 por el equipo del Mount Lemmon Survey desde el Observatorio del Monte Lemmon, Arizona, Estados Unidos.

## Designación y nombre
Designado provisionalmente como 2007 HA85.

## Características orbitales
2007 HA85 está situado a una distancia media del Sol de 2,273 ua, pudiendo alejarse hasta 2,640 ua y acercarse hasta 1,907 ua. Su excentricidad es 0,161 y la inclinación orbital 4,919 grados. Emplea 1252,11 días en completar una órbita alrededor del Sol.

## Características físicas
La magnitud absoluta de 2007 HA85 es 18,1.